# S větrem o závod
S větrem o závod (v originále On Swift Horses) je americký hraný film z roku 2024, který režíroval Daniel Minahan jako adaptaci románu On Swift Horses Shannon Pufahl. Snímek měl světovou premiéru na Mezinárodním filmovém festivalu v Torontu dne 7. září 2024.

## Děj
Muriel a její manžel Lee začínají v Kalifornii nový život. Ten je však narušen příchodem Leeho charismatického mladšího bratra Julia, veterána z korejské války.
Lee chce, aby si všichni tři společně vybudovali nový život v San Diegu, ale Julius se rozhodne jet do Las Vegas. Tam si najde práci v kasinu a potká Henryho. Julius a Henry se do sebe zamilují a začnou spolu tajně žít. Mezitím se Muriel pouští do tajného života v Kalifornii, sází na dostihové koně a po setkání se sousedkou objevuje lásku, kterou nikdy nepovažovala za možnou.

## Obsazení
| Daisy Edgar-Jones | Muriel  |
| Jacob Elordi      | Julius  |
| Will Poulter      | Lee     |
| Diego Calva       | Henry   |
| Sasha Calle       | Sandra  |
| Kat Cunning       | Gail    |
| Don Swayze        | Terence |